# قبيط بالاوان
قبيط بالاوان (الاسم العلمي Polyplectron napoleonis)، نوع من القبيط متوسط القد (يصل حجمة إلى 50 سنتيمترا) وينتمي إلى فصيلة التدرجية. يظهر قبيط بالاوان بشكل بارز في ثقافة الشعوب الأصيلة في بالاوان. كما تتخذ مدينة بورتوبرنسس طائر قبيط بالاوان شعارًا لها.